# 社会党シャドーキャビネット
社会党シャドーキャビネット（しゃかいとうシャドーキャビネット）は、日本社会党の政策決定機関であった内閣委員会の通称。

## 概要
シャドーキャビネットは社会党の当選1期議員の会「ニューウェーブの会」がイギリスにある影の内閣を参考として設置を提案して1991年（平成3年）9月12日に設置され、1993年（平成5年）7月に行われた第40回衆議院議員総選挙で政権交代を果たして与党入りしたことにより廃止された。
シャドーキャビネットは政権を奪取した際の具体的な準備として日の丸を条件付で国旗として容認するなど現実路線を摸索したりしたが、以前からあった社会党の公式な政策決定機関である政策審議会との縄張り争いのなかで、実質的な政策決定機関としての役割を果たしたとは必ずしも言えず、社会党のアドバイザーを務めた政治学者の山口二郎により「シャドー・キャビネットは野党の飾りにすぎなかった」と批評される存在でもあった。これらの中では、山花シャドーキャビネットの久保亘大蔵大臣と、仙谷由人官房副長官が後年実際にその職に就いている。

## 社会党歴代「シャドーキャビネット」閣僚名簿

### 田辺誠「シャドーキャビネット」
- 在任期間：1991年（平成3年）9月12日 - 1992年（平成4年）1月22日[2]

| 委員会             | 委員長（大臣） | 副委員長（政務次官）       |
| ------------------ | -------------- | -------------------------- |
| 内閣               | 田辺誠         | 伊藤茂                     |
| 予算担当           | 久保亘         | 細谷治通（財政金融）       |
| 予算担当           | 久保亘         | 前畑幸子（税制）           |
| 予算担当           | 久保亘         | 中沢健次（地方財政）       |
| 文化・教育         | 嶋崎譲         | 沢藤礼次郎（教育・こども） |
| 文化・教育         | 嶋崎譲         | 肥田美代子（文化）         |
| 外交               | 上原康助       | 秋葉忠利（外交）           |
| 外交               | 上原康助       | 山中邦紀（安保・軍縮）     |
| 外交               | 上原康助       | 堂本暁子（対外協力）       |
| 総合福祉           | 川俣健二郎     | 外口玉子（社会保障）       |
| 総合福祉           | 川俣健二郎     | 堀利和（福祉）             |
| 総合福祉           | 川俣健二郎     | 竹村泰子（女性・人権）     |
| 総合福祉           | 川俣健二郎     | 五島正規（労働）           |
| 農林水産           | 日野市朗       | 堀込征雄（農林）           |
| 農林水産           | 日野市朗       | 元信尭（水産）             |
| 通信運輸・社会資本 | 木間章         | 田中昭一                   |
| 自治・環境         | 五十嵐広三     | 岩田順介（自治）           |
| 自治・環境         | 五十嵐広三     | 西岡瑠璃子（国土・環境）   |
| 経済               | 武藤山治       | 竹村幸雄（産業・貿易）     |
| 経済               | 武藤山治       | 谷畑孝（物価・生活）       |
| 内閣官房           | 早川勝         | 松前仰                     |
| 内閣官房           | 早川勝         | 梶原敬義                   |

### 田辺誠改造「シャドーキャビネット」
- 1992年（平成4年）1月22日に改造

| 委員会         | 委員長（大臣） |
| -------------- | -------------- |
| 内閣           | 田辺誠         |
| 予算担当       | 久保亘         |
| 文化・教育     | 嶋崎譲         |
| 外交           | 久保田真苗     |
| 安保・軍縮     | 上原康助       |
| 法務           | 竹村泰子       |
| 総合福祉       | 川俣健二郎     |
| 農林水産       | 村沢牧         |
| 運輸・郵政     | 武部文         |
| 自治           | 五十嵐広三     |
| 環境・科学技術 | 日野市朗       |
| 経済           | 岡田利春       |
| 内閣官房       | 早川勝         |

### 山花貞夫「シャドーキャビネット」
- 在任期間：1993年（平成5年）2月16日 - 同年8月

| 委員長（閣僚）           | 氏名                 |
| ------------------------ | -------------------- |
| 総理大臣                 | 山花貞夫             |
| 外務大臣                 | 久保田真苗（参院）   |
| 大蔵大臣                 | 久保亘（参院）       |
| 文部大臣                 | 佐藤泰介             |
| 女性担当大臣             | 大脇雅子（参院）     |
| 法務大臣                 | 五百蔵洋一（民間）   |
| 市町村高齢化対策担当大臣 | 日下部禧代子（参院） |
| 農林水産大臣             | 辻一彦               |
| 通商産業大臣             | 和田貞夫             |
| 郵政大臣                 | 武部文               |
| 運輸大臣                 | 山中末治             |
| 建設大臣                 | 木間章               |
| 労働大臣                 | 浜本万三             |
| 自治大臣                 | 五十嵐広三           |
| 環境庁長官               | 堂本暁子（参院）     |
| 防衛庁長官               | 上原康助             |
| 経企庁長官               | 大内秀明（民間）     |
| 地方分権担当大臣         | 岩本久人（参院）     |
| 予算担当大臣             | 細谷治通             |
| 科技庁長官               | 秋葉忠利             |
| 内閣官房長官             | 日野市朗             |
| 内閣官房副長官           | 仙谷由人、岩田順介   |